# Liga de Honra de 2004–05
A edição de 2004-2005 da Liga de Honra foi a décima quinta edição deste escalão do futebol português.
Foi disputada por 18 clubes: 3 despromovidos da Primeira Liga, 3 promovidos da II Divisão, e os restantes que tinham permanecido.
O vencedor foi o Paços de Ferreira. Acompanharam na subida à Primeira Divisão a Naval 1.º de Maio e o Estrela da Amadora, que ficaram em segundo e terceiro lugares respectivamente.
Sporting de Espinho foi despromovido para a II Divisão. O Gondomar e o Desportivo de Chaves ficaram também classificados em posição de descida, 16º e 17º lugares respectivamente, mas beneficiaram da pena aplicada ao Felgueiras por problemas financeiros, sendo relegado para a III Divisão e da desistência do Alvercada prática de futebol profissional, que tinham ficado em 11º e 13º lugares no campeonato.

## Equipas
Equipas a disputar a edição em relação à edição anterior:
| Despromovidas da Primeira Liga - Alverca - Estrela da Amadora - Paços de Ferreira | Mantidos - Desportivo das Aves - Desportivo de Chaves - Feirense - Felgueiras - Leixões - Maia - Marco - Naval - Ovarense - Salgueiros - Santa Clara - Varzim | Promovidos à 2ª Divisão de Honra - Gondomar - Olhanense - Sporting de Espinho |

## Tabela classificativa
|     | Equipa              | Pts | J  | V  | E  | D  | GM | GS | +/- | Comments                                       |
| --- | ------------------- | --- | -- | -- | -- | -- | -- | -- | --- | ---------------------------------------------- |
| 1.  | Paços de Ferreira   | 69  | 34 | 20 | 9  | 5  | 60 | 43 | +23 | Promovidos à Primeira Divisão                  |
| 2.  | Naval               | 62  | 34 | 17 | 11 | 6  | 52 | 30 | +22 | Promovidos à Primeira Divisão                  |
| 3.  | Estrela da Amadora  | 60  | 34 | 17 | 9  | 8  | 47 | 30 | +17 | Promovidos à Primeira Divisão                  |
| 4.  | Marco               | 51  | 34 | 13 | 12 | 9  | 51 | 43 | +8  |                                                |
| 5.  | Desportivo das Aves | 51  | 34 | 15 | 6  | 13 | 45 | 35 | +10 |                                                |
| 6.  | Leixões             | 50  | 34 | 14 | 8  | 12 | 40 | 33 | +13 |                                                |
| 7.  | Feirense            | 49  | 34 | 14 | 7  | 13 | 45 | 48 | -3  |                                                |
| 8.  | Maia                | 49  | 34 | 13 | 10 | 11 | 46 | 36 | +10 |                                                |
| 9.  | Olhanense           | 44  | 34 | 11 | 11 | 12 | 32 | 31 | +1  |                                                |
| 10. | Varzim              | 43  | 34 | 11 | 10 | 13 | 37 | 42 | -5  |                                                |
| 11. | Felgueiras          | 42  | 34 | 11 | 9  | 14 | 37 | 44 | -7  | Despromoção administrativa                     |
| 12. | Ovarense            | 41  | 34 | 11 | 8  | 15 | 40 | 51 | -11 |                                                |
| 13. | Alverca             | 39  | 34 | 11 | 6  | 17 | 26 | 38 | -12 | Desistência                                    |
| 14. | Portimonense        | 39  | 34 | 10 | 9  | 15 | 40 | 49 | -9  |                                                |
| 15. | Santa Clara         | 39  | 34 | 11 | 6  | 17 | 39 | 49 | -10 |                                                |
| 16. | Gondomar            | 39  | 34 | 11 | 6  | 17 | 38 | 45 | -7  | Manteve-se pelo castigo aplicado ao Felgueiras |
| 17. | Chaves              | 37  | 34 | 9  | 10 | 15 | 24 | 38 | -14 | Manteve-se por desistência do Alverca          |
| 18. | Sp. Espinho         | 36  | 34 | 9  | 9  | 16 | 37 | 51 | -14 | Despromoção para a II Divisão                  |

## Melhor marcador
Gilvan Santos Souza, mais conhecido como Rincón futebolista brasileiro, foi o melhor marcador da época, tendo marcado 19 golos pelo Paços de Ferreira.

## Treinadores
Alguns dos treinadores das equipas no decorrer da época:
| Equipa              | Treinador          |
| ------------------- | ------------------ |
| Desportivo das Aves | Neca               |
| Felgueiras          | Diamantino Miranda |
| Feirense            | Francisco Chaló    |
| Gondomar            | Henrique Nunes     |
| Leixões             | José Gomes         |
| Maia                | Mário Reis         |
| Marco               | Jorge Regadas      |
| Olhanense           | Paulo Sérgio       |
| Paços de Ferreira   | José Mota          |
| Varzim              | Horácio Gonçalves  |
| Santa Clara         | Ricardo Formosinho |